# Triacistetraedro
In geometria solida il triacistetraedro è uno dei tredici poliedri di Catalan, duale del tetraedro troncato. Può essere ottenuto incollando piramidi triangolari su ognuna delle 4 facce del tetraedro regolare.
È un dodecaedro non regolare, le cui 12 facce sono identici triangoli isosceli aventi un lato che misura {\displaystyle {\begin{matrix}{5 \over 3}\end{matrix}}} degli altri due.

## Area e volume
L'area A ed il volume V di un triacistetraedro i cui spigoli hanno lunghezza 3a e 5a sono le seguenti:

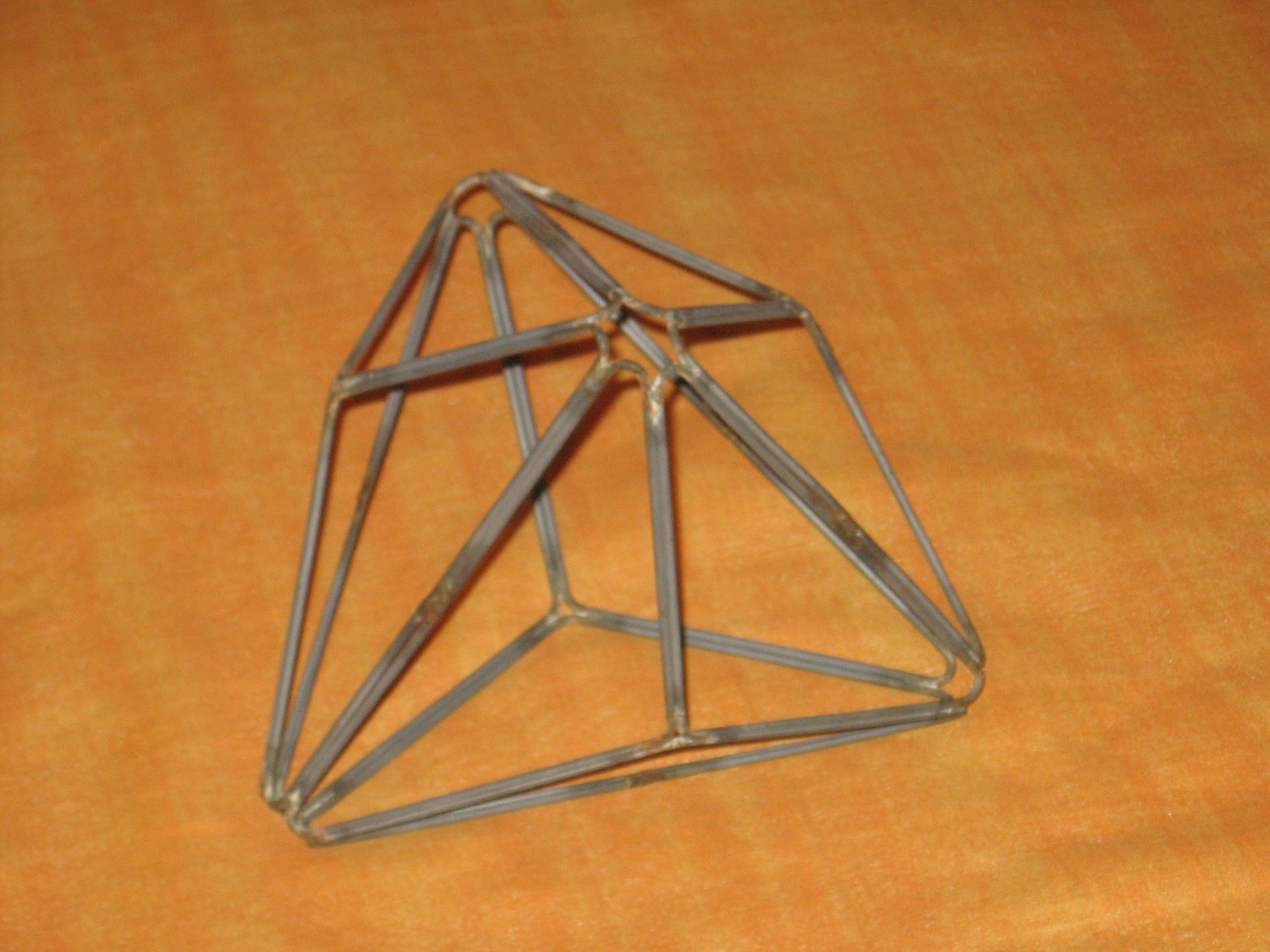
Lo scheletro del triacistetraedro

{\displaystyle A=15{\sqrt {11}}a^{2}}
{\displaystyle V={\begin{matrix}{75 \over 4}\end{matrix}}{\sqrt {2}}a^{3}}

## Dualità
Il poliedro duale del triacistetraedro è il tetraedro troncato, un poliedro archimedeo.

## Simmetrie
Il gruppo delle simmetrie del triacistetraedro è il gruppo di 24 elementi {\displaystyle T_{d}\cong S_{4}}; il gruppo delle simmetrie che preservano l'orientamento è il gruppo tetraedrale {\displaystyle T\cong A_{4}}. Sono gli stessi gruppi di simmetria del tetraedro e del tetraedro troncato.

## Altri solidi
I sei spigoli più lunghi del triacistetraedro e i quattro vertici in cui essi concorrono, ovvero i vertici con valenza 6, sono spigoli e vertici di un tetraedro. Anche gli altri quattro vertici del triacistetraedro sono vertici di un tetraedro.